# Municipalità locale di Overstrand
Overstrand è una municipalità locale (in inglese Overstrand Local Municipality) appartenente alla municipalità distrettuale di Overberg  della Provincia del Capo Occidentale in Sudafrica. 
In base al censimento del 2001 la sua popolazione è di 55.449 abitanti.
La sede amministrativa e legislativa è la città di Hermanus e il suo territorio si estende su una superficie di 1.706 km² ed è suddiviso in 10 circoscrizioni elettorali (wards). Il suo codice di distretto è WC032.

## Geografia fisica

### Confini
La municipalità locale di Overstrand confina a nord con quella di Theewaterskloof, a est con quella di Cape Agulhas, a sud con l'Oceano Indiano e a ovest con il municipio metropolitano di Città del Capo.

### Città e comuni
- Albertyn
- Baardskeerdersbos
- Bettysbaai
- Birkenhead
- Die Dam
- Die Kelders
- Danger Point
- Eluxolweni
- Fisherhaven
- Fernkloof Nature Reserve
- Franskraalstrand
- Gansbaai
- Hangklip
- Hawston
- Hermanus
- Highlands State Forest
- Kleinbaai
- Kleinmond
- Kogelberg State Forest
- Onrusrivier
- Masakhane
- Paarde Poort Staatbos
- Papiesvlei
- Pearly Beach
- Pringlebaai
- Ratelrivier
- Rooi-Els
- Salmonsdam Nature Reserve
- Sandbaai
- Sandy's Glen
- Sunny Seas Estate
- Silversands
- Strand Kloof
- Stanford
- Van Dyksbaai
- Vermont
- Viljoenshof
- Vogelgat Nature Reserve
- Walkers Bay State Forest
- Zwelihle

### Fiumi
- Palmiet

### Dighe
- Buffelsrivier Dam
- De Bos Dam
- Mosselrivier Dam
- PV Dam